# Quassolo
Quassolo és un comune (municipi) de la ciutat metropolitana de Torí, a la regió italiana del Piemont, situat a uns 50 quilòmetres al nord de Torí. A 1 de gener de 2019 la seva població era de 345 habitants.
Quassolo limita amb els següents municipis: Settimo Vittone, Tavagnasco, Brosso i Borgofranco d'Ivrea.